# 2002 w nauce

## Astronomia
- George Wallerstein – Nagroda Henry Norris Russell Lectureship przyznawana przez American Astronomical Society.
- J. Richard Bond – Nagroda Dannie Heineman Prize for Astrophysics przyznawana przez American Astronomical Society.